# RB-341V Leer-3
RB-341V Leer-3（レール3:ロシア語: РБ-341В «Леер-3»）は、GSM携帯電話規格でユーザー端末を妨害し、戦場の状況を観察し、心理戦を行うためのロシア軍の地上配備型電子戦（電波妨害装置）システムである。

## 概要

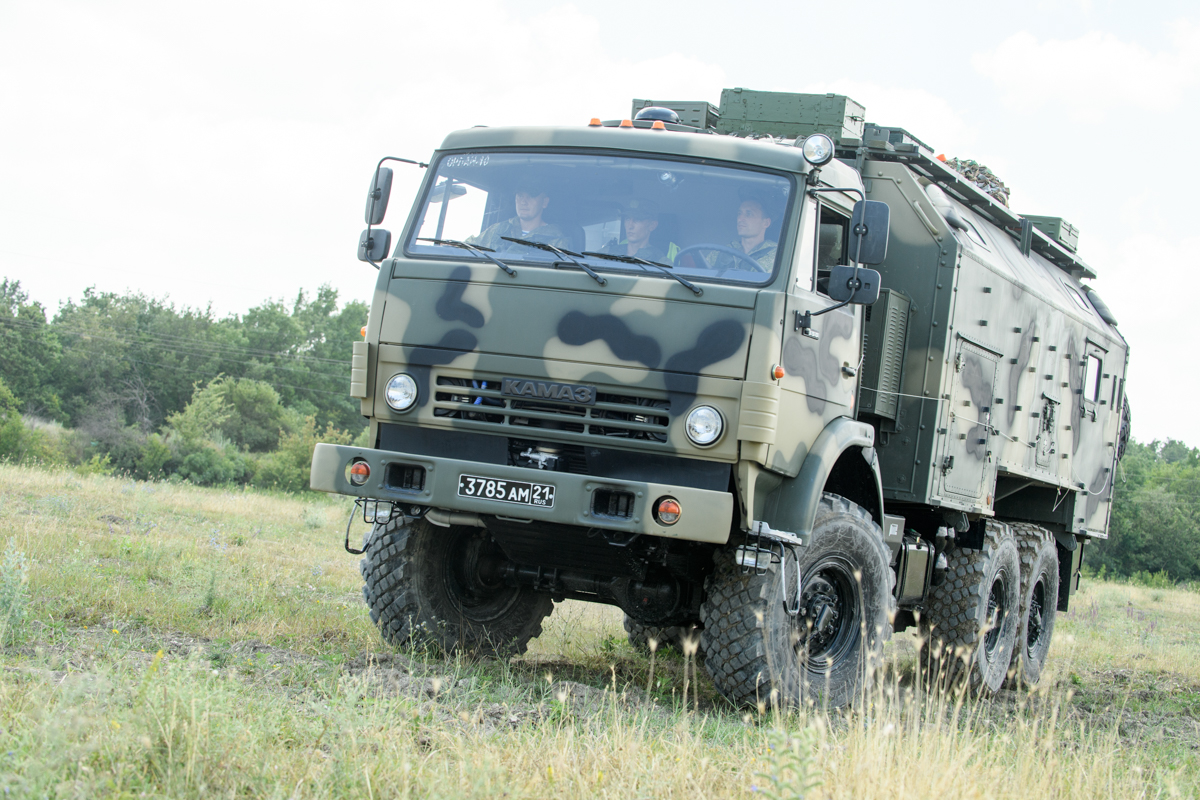
Leer-3統制車両

1両のKamAZ-5350運搬車と3機のUAV「Orlan-10」で構成される。
ロシア国防省の発表によると、Leer-3電子戦システムは、指揮統制所として機能するKamAZ-5350トラックに接続された2〜3機のOrlan-10無人航空機を使用し、半径6キロメートル (3.7 マイル)に影響を与える。UAVは、UAVに設置されたジャマーと、地上に配置される使い捨てのジャマーを組み合わせて、近くのセルラー基地局を妨害。その後、UAVはSMSテキストメッセージと音声メッセージを送信できるようになり、近くのセルラー通信を効果的にハイジャックする。Leer-3はもともとGSMネットワークで機能するように設計されていたが、最近では3Gおよび4Gネットワークで使用されることが確認されている。

## 機能
システムの基本的なタスクは
- セルラー通信の妨害

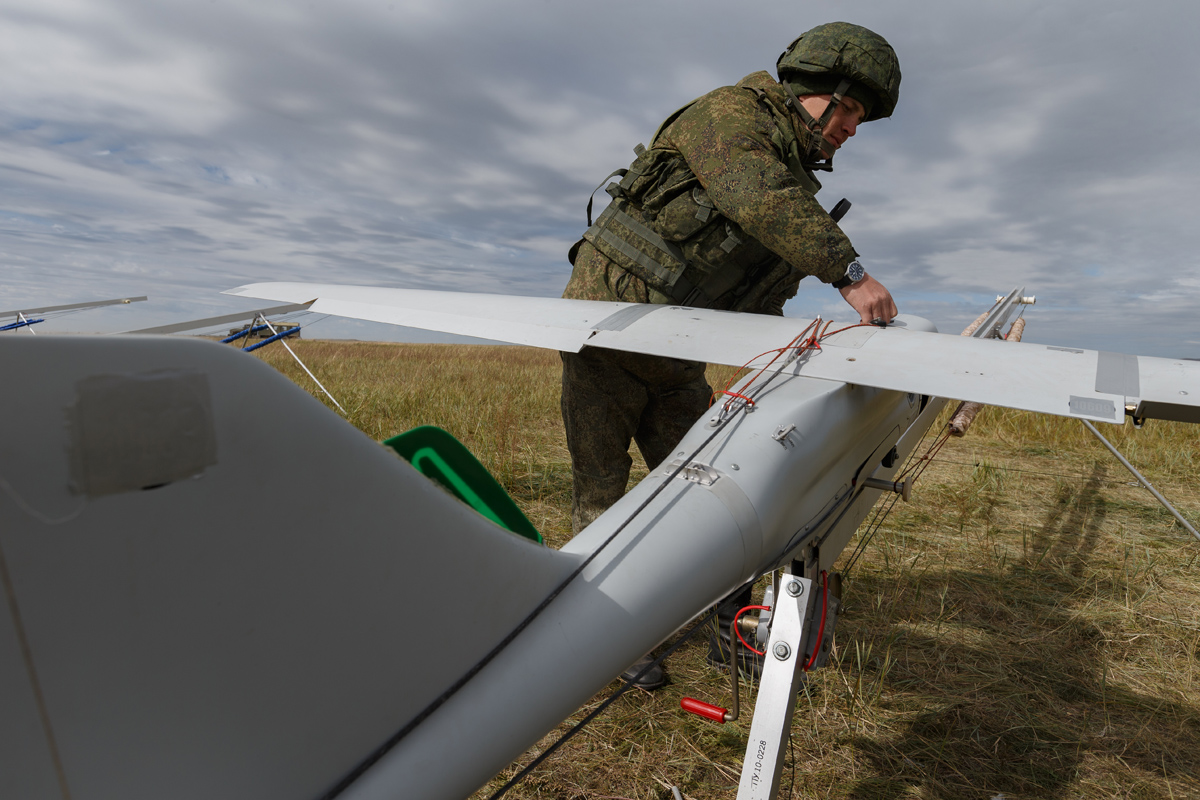
ボストーク2018 オルラン10射出準備

- GSM 900 および GSM 1800携帯電話の基地局の模倣と、心理戦のための虚偽の情報の送信
- GSM ネットワーク内の送信端末の位置を特定することによる認識
- サブスクライバーデバイス (携帯電話、タブレットなど) の検出
- 加入者ポイントの場所を特定
- 砲兵および航空部隊に位置データを共有、提供
- 戦場の状況を監視し、部隊の動きを統制

## 運用

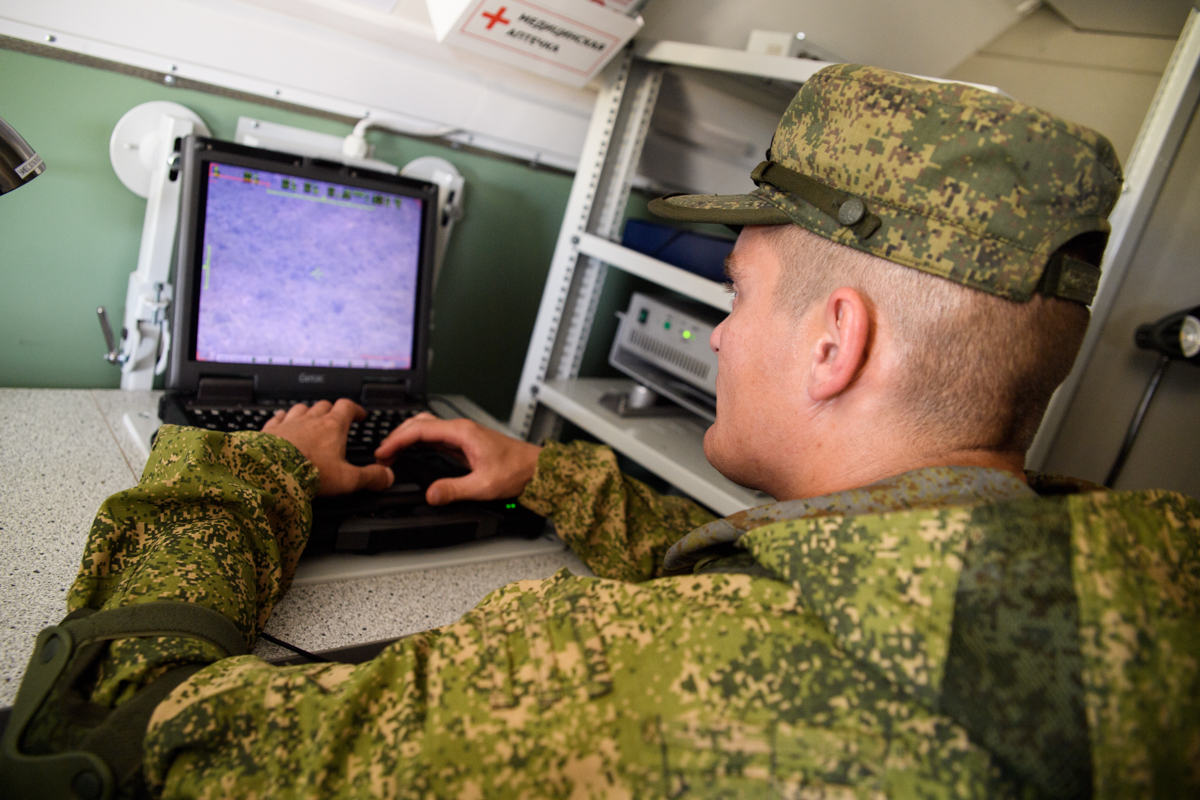
Leer-3統制車車内

2015年、ウクライナドンバスでウクライナ軍に対して使用された。
シリアに投入されたことも確認された他、2022年ロシアのウクライナ侵攻においても侵攻前から前線のウクライナ軍第53旅団や第54旅団の兵士に対する電子戦及び情報戦、心理戦に使用されている。